# Вірувере
Ві́рувере (ест. Viruvere küla) — село в Естонії, у волості Йиґева повіту Йиґевамаа.

## Населення
Чисельність населення на 31 грудня 2011 року становила 22 особи.

## Географія
Село розташоване на відстані приблизно 5,5 км на захід від міста Йиґева. Дістатися Вірувере можна автошляхом 37 (Йиґева — Пилтсамаа).
Через село тече річка Кааве (ест. Kaave jõgi).